# Wietse van Alten
Wietse van Alten (ur. 24 września 1978 w Lincoln, Illinois) – holenderski łucznik, brązowy medalista olimpijski. Startuje w konkurencji łuków klasycznych.
Największym jego osiągnięciem jest brązowy medal igrzysk olimpijskich w Sydney indywidualnie. 